# Pepe Rodríguez Rey
José Rodríguez Rey (Illescas, Toledo, 13 de març de 1968), conegut com a Pepe Rodríguez, es un cuiner espanyol, xef del restaurant "El Bohío" d'Illescas, amb una estrella Michelin. És més conegut per ser part del jurat de l'edició española de MasterChef.

## Biografia
Rodríguez Rey es va criar en l'entorn del restaurant familiar El Bohío, fundat com a casa de menjars el 1934 per la seva àvia Valentina i la seva tieta àvia Romana. El seu pare, Pedro Rodríguez Vallejo, va ser noveller i fotògraf taurí. Els seus pares van passar a fer-se càrrec del restaurant i, en acabar els seus estudis a l'institut, va començar a treballar com a cambrer. Quan la seva mare no va poder fer-se càrrec de la cuina, tant Pepe com el seu germà Diego, l'actual cap de sala, van començar a fer torns entre els fogons. Va començar a treballar a la cuina amb 22 anys, i a aquesta mateixa edat presidia Amidemar, una associació d'ajuda al toxicòman a Illescas: "Sortia de la cuina i me n'anava a donar un cop de mà als xavals que ho estaven passant malament".
A Vitòria va ser on va conèixer als principals cuiners espanyols i francesos dels anys 80, i a les figures actuals. A les vacances, quan no treballava a El Bohío hi anava per aprendre de grans mestres de la cuina. Els seus principals mentors van ser Martín Berasategui i Ferran Adrià.
Ha afirmat que de petit volia ser cantant, però que en començar a treballar al restaurant va descobrir la seva passió com a cuiner: "La cuina és la meva passió, cada dia puc fer alguna cosa nova. Aquesta és la grandesa de l'ofici".
Sent-ne el propietari, El Bohío va rebre una estrella Michelin el 1999, i la preserva des de llavors. La guia més important d'alta cuina a Espanya, El millor de la gastronomia del crític Rafael García Santos, li va atorgar el premi a Cuiner de l'any (2010) i el premi de reboster de l'any (2011). L'any 2011 rep el premi Xef Millesime. La Reial Acadèmia Espanyola de Gastronomia li va concedir el Premi Nacional de Gastronomia 2010 al millor cap de cuina. Aquest mateix any va fundar, al costat del seu germà Diego, Iván Cerdeño i Rodrigo Delgado, el restaurant La casa de Carmen, a Oloraves del Rey, Toledo, que el novembre de 2013 també va aconseguir una estrella Michelin. A més de ser propietari d'ambdós restaurants, Pepe també es propietari d'una empresa d'assessorament de restaurants, empreses i col·lectivitats a través del grup Bohío. El 26 de novembre de 2011 va ser nomenat Empresari de l'Any per l'Associació empresarial Toledana.